# Jurij Kaškarov
Jurij Fëdorovič Kaškarov (in russo Юрий Фёдорович Кашкаров?; Chanty-Mansijsk, 4 dicembre 1963) è un ex biatleta e sciatore di pattuglia militare sovietico, vincitore di varie medaglie olimpiche e iridate.
Dopo il ritiro, è diventato allenatore di biathlon.

## Biografia

### Carriera da atleta
In carriera prese parte a due edizioni dei Giochi olimpici invernali, Sarajevo 1984 (10° nella sprint, 35° nell'individuale, 1° nella staffetta) e Calgary 1988 (18° nella sprint, 5° nell'individuale), e a sette dei Campionati mondiali, vincendo nove medaglie.

### Carriera da allenatore
Dopo il ritiro divenne allenatore di biathlon alla Dinamo Mosca.

## Palmarès

### Olimpiadi
- 1 medaglia:
  - 1 oro (staffetta a Sarajevo 1984)

### Mondiali
- 9 medaglie:
  - 5 ori (staffetta ad Anterselva 1983; individuale[2], staffetta a Egg am Etzl/Ruhpolding 1985; staffetta a Falun/Oslo 1986; gara a squadre a Feistritz 1989)
  - 3 argenti (staffetta a Lahti/Lake Placid 1987; staffetta a Feistritz 1989; staffetta a Lahti 1991)
  - 1 bronzo (sprint[2] a Feistritz 1989)

### Mondiali juniores
- 3 medaglie:
  - 1 oro (individuale a Minsk 1982)
  - 1 argento (staffetta a Minsk 1982)
  - 1 bronzo (sprint a Minsk 1982)

### Coppa del Mondo
- Miglior piazzamento in classifica generale: 2º nel 1985
- 4 podi (tutti individuali[3]), oltre a quelli conquistati in sede iridata e validi anche ai fini della Coppa del Mondo:
  - 2 vittorie
  - 2 secondi posti

#### Coppa del Mondo - vittorie
| Data             | Località | Nazione      | Specialità |
| ---------------- | -------- | ------------ | ---------- |
| 1º marzo 1984    | Oberhof  | Germania Est | IN         |
| 21 febbraio 1987 | Canmore  | Canada       | SP         |

Legenda:

IN = individuale

SP = sprint

### Campionati sovietici
- 3 ori (individuale nel 1986; sprint, pattuglia militare 25 km nel 1987)[1]